# Amastus simulans
Amastus simulans is een beervlinder uit de familie van de spinneruilen (Erebidae). De wetenschappelijke naam van de soort is voor het eerst geldig gepubliceerd in 1984 door de Toulgoët.